# 亞歷山大·史密斯
亞歷山大·史密斯（英語：Alexander Smith，1865年9月11日—1922年9月8日），是一位生於英国苏格兰、後在美國執教的化學家和教育家。他就讀愛丁堡大學和慕尼黑大學，1889年獲哲學博士學位，並擔任愛丁堡大學化學系助教。1890年夏季，史密斯有意到美國工作，獲當地的瓦伯西學院任命為化學和礦物學教授；此後，他先後在1894年和1911年分別轉到芝加哥大學和哥倫比亞大學任教。他亦撰寫了一系列的化學教科書，闡述教學的指導方針。除了化學教育外，史密斯也進行了關於二酮、安息香縮合反應、無定形硫等題材的學術研究，並在1911年出任美國化學學會主席。

## 早年生平及教育
史密斯在1865年9月11日生於蘇格蘭愛丁堡納爾遜街4號，自小便對科學研究表現出不同常人的興趣。當史密斯還是三、四歲時，他對一隻小鳥產生興趣，便在百科全書裡找到這種小鳥的圖片，要求家人讀出百科全書上的描述而未果，於是花了幾天時間自己閱讀。史密斯在10歲入讀愛丁堡學院；當時，他的拉丁文和希臘文成績不佳，在法語、簿記和速記則有優秀的表現。
1882年，史密斯入讀愛丁堡大學，師從亞歷山大·克倫·布朗（化學）、喬治·克里斯托爾（數學）和彼得·泰特（自然哲學）。他結識了日後成為物理化學家的同窗詹姆斯·沃克爾，兩人的友誼可能令史密斯對物理化學產生興趣。雖然史密斯主修化學，但他把不少時間投入到天文學上，並出版了四篇小有名氣的天文學論文。但是，他顧慮到前途的問題，認為在英國從事天文學研究不能維持生計。因此，在1886年以理學士學位畢業後，史密斯進入慕尼黑大學，繼續修讀化學，師從阿道夫·馮·拜爾。
在慕尼黑大學求學期間，史密斯專攻有機化學，同時也透徹地學習無機化學與分析化學；他在萊納·路德維希·克萊森的指導下，於阿道夫·馮·拜爾的實驗室裡工作。當時，史密斯對1,3-二酮進行研究，這項研究對解決一些與乙醯乙酸酯類之縮合反應和互變異構體有關的問題作出了貢獻，引起克萊森和其他化學家的注意。1889年，史密斯以哲學博士的學銜畢業。

## 工作和貢獻

### 化學教育

#### 任教經歷
獲得哲學博士學銜後，史密斯回到家鄉愛丁堡，成為愛丁堡大學化學系助教，負責進行定性分析，也開了一個有機合成的課程。為愛丁堡大學工作一年後，史密斯認為要在英格蘭和蘇格蘭得到升等，需時都可能較長；因此，他在1890年夏季來到美國，希望能在當地找到更好的職務。
史密斯致函相熟的化學家威廉·諾伊斯，希望能在美國覓得一份穩定的工作。碰巧，諾伊斯在幾天後收到瓦伯西學院教員約翰·默爾·庫爾特的來信，請求推薦該校化學系主任人選，諾伊斯便向庫爾特推薦了史密斯。瓦伯西學院與基督教長老宗有關聯，而長老宗即發源於史密斯的家鄉蘇格蘭，再加上史密斯本身有優秀的個人特質，使得該校在面試時對他留下良好的印象，因而聘他為化學和礦物學教授。在史密斯任教期間，瓦伯西學院修讀化學的本科生增加了超過一倍。
1894年，史密斯在約翰·內夫的邀請之下轉到芝加哥大學任教，以協助這所新成立大學的發展；他入職時是一名助理教授，在1898年升任為副教授，1903年升為教授，並成為普通化學與物理化學主任。來到芝加哥後，史密斯的研究領域由有機化學轉為無機化學和物理化學，這有助於芝加哥大學化學系的多元化發展；他在任內大力宣傳物理化學，並協助推動芝加哥大學首個系統化的物理化學課程。他亦在1901年至1911年期間擔任初級學院的院長，負責管理理科學生。
史密斯是全國教育協會一個附屬委員會的主席，曾在1899年發佈了一份中學化學課程大綱，此為全美國中學化學教育的基礎。
1911年，史密斯離開芝加哥，來到纽约的哥倫比亞大學，出任該校的化學系主任。他積極參與審查入學考試的工作，並在托馬斯·亨特·摩爾根的請求下擔任一個委员会的主席，負責審查化學系的入學要求。在1913、1914年間，史密斯曾考慮離開哥倫比亞大學，轉到普林斯頓大學擔任同等職級的教職，從而讓自己的子女有更大的生活空間；他還為此搜尋過普林斯頓住屋的資料。不過，他擔心自己不能完成當初到哥倫比亞大學任教的目的，最終放棄了離任計劃。到了1919年秋季，史密斯因健康問題而被迫退休。

#### 教學主張和風格
史密斯是教育家。他認為，如果一個人缺乏基本的數學和科學教育，就可能會對自己身處的世界一無所知，不能夠明白自己在自然世界和工業社會遇到的一切事物。史密斯對化學教育的主張分為兩點，第一點是讓學生獲取知識、並能夠明白正在进行的事，第二點是讓學生發展思考、辨别和归纳推理的能力，進而用自己的觀察所得來推理。基於個人經驗，他堅定相信小班教學系統，又認為應以教科書而非課堂講解來指引學生。史密斯關於化學教育的想法在他身處的年代並不尋常。
化學家詹姆斯·沃克爾讚揚史密斯是卓越的化學教師，又認為他可能為美國的化學教育帶來了革命性轉變。另一位化學家爱德华·卡尔文·肯德尔則形容，盛年时期的史密斯是一名無與倫比的化學教師。
供職於愛丁堡大學時，史密斯的教學方式已經表現出一些特質，這些教學特質令日後的他備受讚譽。他當時任教有機合成課程，講課時轻松而流暢，直覺地知道如何讓聽眾保持注意力，非常能刺激聽眾的興趣，而且懂得篩選要點、並令聽眾對要點留下深刻印象。
來到美國執教後，史密斯費煞思量，構思如何向不同類型、目的、年齡、程度的學生傳授化學知識。他也很注重如何為首年學習化學的學生選題和授課。威廉·諾伊斯形容，在瓦伯西學院任教時的史密斯講課細緻而有力，是一名成功的教師。

### 撰寫教科書

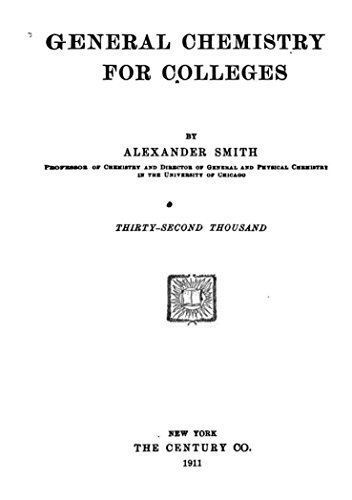
1908年出版的《高等教育的普通化學》（General Chemistry for Colleges），由史密斯撰寫

史密斯撰寫了一系列的化學教科書，闡述了他教學的指导方针。他的著作在美國和英國大受歡迎，也有中文、俄語等多個外語翻譯版本問世。
1899年，史密斯的著作《普通化學實驗室大綱》（A Laboratory Outline of General Chemistry）出版，他此後繼續撰寫了多本教科書。同年8月，芝加哥教师学院院長羅素請求史密斯撰寫教科書《中學化學和物理教學》（The Teaching of Chemistry and Physics in the Secondary School）中關於化學的部分，而埃德溫·霍爾則負責撰寫關於物理的部分；此書於1902年由朗文出版社出版，被認為是把史密斯關於化學教育的主張具体化，在科学文献中佔有獨特位置。
1903年9月，史密斯在威斯康辛州葉凱士天文台開始撰寫《無機化學入門》（Introduction to Inorganic Chemistry）一書，作為對應《普通化學實驗室大綱》的理論書籍；他在1905年7月完成校訂工作，並在1906年2月出版此書。此書的風格受化學家威廉·奧斯特瓦爾德影響，對每個主題的物理化學層面作出正確的理解；此外，書上清晰而有邏輯地介紹無機化學的基本原則，而非羅列孤立的事實，又充分介紹了關於溶液和化學平衡的現代理論。《無機化學入門》對美國化學教育的教學方式帶來了革命性的影響，馬上得到英語世界讀者的认可，在出版約八個月後售出了超過6,000本，並譯為多種語言（包括俄語、德語、意大利語和葡萄牙語）。
史密斯也撰寫了《高等教育的普通化學》（General Chemistry for Colleges，出版於1908年）、《初級化學課本》（Textbook of Elementary Chemistry，出版於1914年）等多本教科書。這些教科書均具有思想獨創性，而且表述得很有條理。

### 擔任美國化學學會主席
史密斯曾與化學工程師亞瑟·德翁·利特爾競逐擔任1911年美國化學學會主席，獲得查爾斯·赫蒂等會員的支持。另一邊廂，有支持利特爾的會員之所以不投票給史密斯，是因為憂慮美國化學學會日益嚴重的本位主義思想，以及不滿史密斯把威廉·諾伊斯奉若神明。最終，史密斯成功當選為美國化學學會主席。1911年12月28日，史密斯以主席的身份，在華盛頓向美國化學學會會員發表演講，這篇演講辭其後刊上1912年2月的《美國化學學會期刊》；他的演講題為〈一位早期的物理化學家——M·W·羅蒙諾索夫〉，涉足了鮮為人知的化學史題材，是對這個題材的显著貢獻之一。1912年，史密斯的任期結束，主席一職由利特爾接任。

### 學術研究
史密斯起初是一名有機化學家，他在1889年至1902年間發表的論文全是關於有機化學，例如二酮、安息香縮合反應等。來到芝加哥大學授課後，史密斯逐漸改為专注於無機化學；他在1902年後的學術研究均與無機化學或物理化學有關，例如一系列關於無定形硫的傑出論文。

## 興趣和性格
史密斯的學識博而深，對藝術、文學以及化學外的其他科學分支感興趣。威廉·諾伊斯認為，史密斯對認識他的人而言是一名尊貴又忠誠的朋友，他機智敏銳、對答機敏、發言精警，因此與人談話時很能夠起启发和激励作用。詹姆斯·沃克爾則形容，史密斯的性格很是吸引人，他談吐詼諧而帶趣味，笑聲开怀而具感染力，總是精力充沛。

## 家庭
史密斯的祖父和父親都名為亞歷山大，而且同樣從事藝術；他的祖父是雕塑家，父親則是音樂家和歌唱教師，另有一名對繪畫感興趣的叔父。史密斯的母親名為伊莎貝拉·卡特·史密斯（Isabella Carter Smith），祖母名為珍·史都華（Jane Stewart），外祖母名為安德魯·卡特（Andrew Carter）。
1905年2月，史密斯迎娶薩拉·鮑爾斯（Sara Bowles），她的祖輩是田納西州城市孟菲斯的最早定居者之一，其父曾是軍中的神槍手、以及一所棉花收購企業的首长。兩人育有一子一女，子女分別對藝術和文學感興趣。威廉·諾伊斯憶述，史密斯是一名仁慈體貼的丈夫和父親。

## 晚年生活和逝世
在第一次世界大戰期間，已屆晚年的史密斯不理會醫生的警告，堅持繼續寫作、管理化學系，終於操勞過度。他接受了一次重大手術，並停職休養一年，但其健康狀況仍沒有改善，令他不得不在1919年秋季退休。史密斯亦在晚年變成伤残人士。
此外，史密斯在晚年也遇到爭議，令他艱辛的工作变得更加困難。1917年，史密斯與同屬美國化學學會的查爾斯·赫蒂發生爭執，在學會內部引起了騷動。作為一名商人，赫蒂批評美國1916年的關稅徵收方案對美國人民和當地染料產業有害，又認為布料生產商凯撒·科恩對此事有過大的影響力；史密斯對赫蒂的想法提出質疑，赫蒂於是公開反駁了史密斯的來信，又指控他與德國化學企業巴斯夫有聯繫，正協助該企業在美國申請專利。史密斯便在學會內醞釀以參與黃色新聞為由，向赫蒂採取紀律行動；赫蒂的友人則質疑，美國的大學為何要任用史密斯這樣的人。
最終，史密斯日漸虛弱，於1922年9月8日在故鄉愛丁堡逝世。

## 榮譽
史密斯在1891年獲選為愛丁堡皇家學會院士，並在1911年成為西班牙物理與化學學會（西班牙皇家化學學會前身）的榮譽外籍會員。1912年，愛丁堡皇家學會向他頒發基思奖。此後，史密斯先後在1914年和1915年成為美國文理科學院和美國國家科學院的成員。1919年，他獲母校愛丁堡大學授予名譽法學博士學位。

### 引用
1. 1 2 3 4 5 6 7 8  Noyes 1923，第1頁.
2. 1 2 3 4 5 6 7 8 9 10 11 12  Walker 1924，第249頁.
3. 1 2  Servos 1996，第340頁.
4. 1 2 3 4 5  Hannan 2008，第624頁.
5. 1 2 3 4 5 6 7 8 9 10 11 12  Noyes 1923，第2頁.
6. 1 2 3 4 5 6  Gordon 1927，第559頁.
7. ↑  Servos 1996，第87頁.
8. 1 2  Columbia University Archives Collections.
9. ↑  Williams & Norris 1913，第261頁.
10. 1 2 3  Stassi 2006，第11頁.
11. 1 2 3 4 5 6 7 8 9 10 11 12 13 14  Noyes 1923，第4頁.
12. 1 2  American Chemical Society.
13. 1 2 3 4 5 6  Walker 1924，第250頁.
14. ↑  Walker 1924，第249–250頁.
15. ↑  Gordon 1927，第559–560頁.
16. ↑  National Academies 1920，第27頁.
17. ↑  OCLC 2010.
18. 1 2 3  Reed 2010，第71頁.
19. ↑  Smith 1912，第109頁.
20. 1 2 3 4 5  Walker 1924，第252頁.
21. ↑  Noyes1923，第3頁.
22. 1 2  Gordon 1927，第560頁.
23. 1 2 3  Reed 2010，第133頁.

### 文獻
- . American Chemical Society.   [2016-10-09]. （原始内容存档于2016-10-09）.
- . Columbia University Archives Collections.   [2016-10-02]. （原始内容存档于2016-10-02）.
- Gordon, Neil E. . Journal of Chemical Education (American Chemical Society). 1927  [2016-10-01]. doi:10.1021/ed004p559.
- Hannan, Caryn. . . State History Publications. 2008. ISBN 9781878592606.
- . Report of the National Academy of Sciences (National Academies). 1920.
- Noyes, William A.  (PDF). Memoirs of the National Academy of Sciences. 1923, XXI (12)  [2016-10-01]. （原始内容存档 (PDF)于2016-10-01）.
- . WorldCat Identities. OCLC. 2010  [2016-10-09]. （原始内容存档于2016-10-09）.
- Reed, Germaine M. . University of Georgia Press. 2010. ISBN 9780820335520.
- Servos, John W. . Princeton University Press. 1996. ISBN 9780691026145.
- Smith, Alexander. . Journal of the American Chemical Society. 1912, 34 (2). doi:10.1021/ja02203a600.
- Stassi, Frederica Jost.  (Ed.D.论文). University of Southern California. 2006.
- Walker, James.  (PDF). Proceedings of the Royal Society of Edinburgh. 1924, 43  [2016-10-02]. doi:10.1017/S037016460002263X. （原始内容存档 (PDF)于2016-10-02）.
- Williams, Jesse Lynch; Norris, Edwin Mark.  14. Princeton University. 1913.